# Lightning Brigade
 (signalé en juin 2025).
Si vous disposez d'ouvrages ou d'articles de référence ou si vous connaissez des sites web de qualité traitant du thème abordé ici, merci de compléter l'article en donnant les références utiles à sa vérifiabilité et en les liant à la section « Notes et références ».
- Archive Wikiwix
- Bing
- Cairn
- DuckDuckGo
- E. Universalis
- Gallica
- Google
- G. Books
- G. News
- G. Scholar
- Persée
- Qwant
- (zh) Baidu
- (ru) Yandex
- (wd) trouver des œuvres sur Wikidata

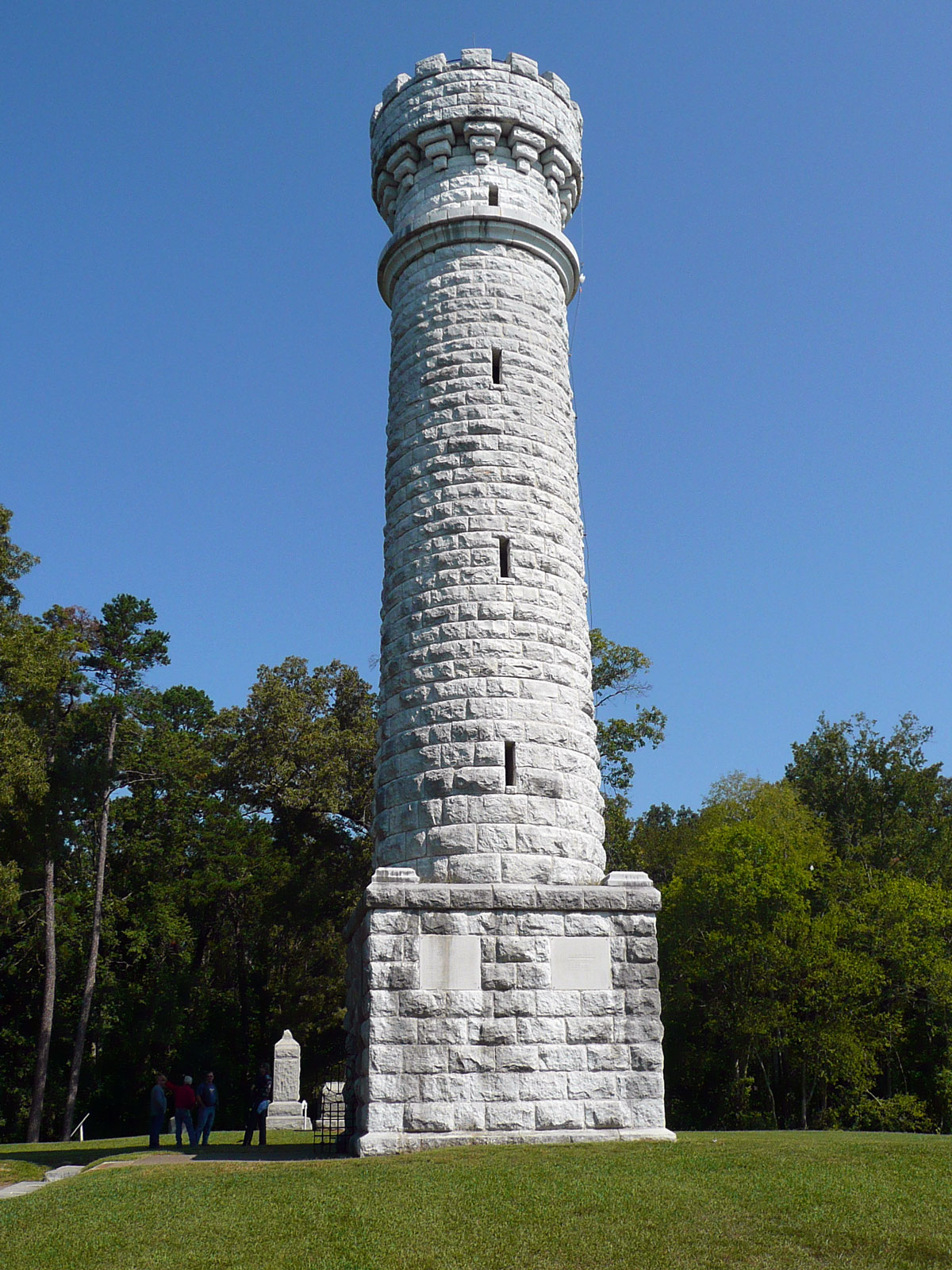
Le Wilder Brigade Monument.

La Lightning Brigade, également connue sous le nom de Wilder's Brigade ou Hatchet Brigade, est une brigade d'infanterie montée de la guerre de Sécession intégrée dans l'Armée du Cumberland de l'Union. Elle est active du 8 mars 1863 à novembre 1863.
Nouvelle unité pour l'armée américaine, ses régiments sont à l'origine issus de la 1re brigade de la 4e division de Joseph J. Reynolds du XIVe corps de George Henry Thomas.
Sur le plan opérationnel, les régiments de la brigade sont détachés de la division et servent d'infanterie montée mobile pour soutenir n'importe quel corps de l'armée. Le colonel John T. Wilder (en) en est le commandant.
Telle qu'initialement organisée, la brigade comptait les régiments suivants :
- 92e régiment d'infanterie montée de l'Illinois (en) : colonel Smith D. Atkins (après le 10 juillet 1863) ;
- 98e régiment d'infanterie montée de l'Illinois (en) : colonel John J. Funkhouser puis le lieutenant-colonel Edward Kitchell ;
- 123e régiment d'infanterie montée de l'Illinois : colonel James Monroe ;
- 17e régiment d'infanterie montée de l'Indiana (en) : major William T. Jones ;
- 72e régiment d'infanterie montée de l'Indiana (en) : colonel Abram O. Miller ;
- 18e batterie indépendante d'artillerie légère d'Indiana (en) : capitaine Eli Lilly.

Le Wilder Brigade Monument situé dans le Chickamauga and Chattanooga National Military Park est érigé en l'honneur de la Lightning Brigade.